# Record Bazaar
La Record Bazaar era un'etichetta discografica appartenente alla Compagnia Generale del Disco. Fu attiva in Italia dal 1976 al 1983. I dischi, venduti a prezzo economico, erano per lo più compilation di artisti presenti nei cataloghi CGD e CBS Italiana. È questo ad esempio il caso di Gigliola Cinquetti oppure dei Camaleonti. Le copertine presentavano un logo specifico che identificava la serie a seconda del genere musicale: pop, folk, jazz o classica.

## Discografia
I vinili della presente lista, non esauriente, forniscono informazioni sulla collana e sull'etichetta discografica.
| Numero di catalogo | Anno | Interprete                                                    | Titoli                                                                                |
| ------------------ | ---- | ------------------------------------------------------------- | ------------------------------------------------------------------------------------- |
| RB 001             | 1976 | Pooh, Profeti, Camaleonti                                     | Super complessi                                                                       |
| RB 003             | 1976 | Artisti vari                                                  | Calda estate                                                                          |
| RB 004             | 1976 | Gigliola Cinquetti                                            | Ritratto di... Gigliola Cinquetti                                                     |
| RB 006             | 1976 | Artie Shaw                                                    | The Beat Of The Big Bands Vol. 1                                                      |
| RB 007             | 1976 | Tommy Dorsey and his orchestra                                | The Beat Of The Big Band Vol. 2                                                       |
| RB 008             | 1976 | Artisti vari                                                  | Gli indimenticabili                                                                   |
| RB 010             | 1976 | Caravelli                                                     | Can can                                                                               |
| RB 011             | 1976 | Percy Faith e la sua orchestra                                | Omaggio a Percy Faith                                                                 |
| RB 012             | 1976 | Pete Seeger                                                   | Live Concert                                                                          |
| RB 013             | 1976 | Mahalia Jackson                                               | Il Gospel                                                                             |
| RB 015             | 1976 | Little Richard                                                | The explosive Little Richard                                                          |
| RB 017             | 1976 | Blood, Sweat & Tears                                          | The first album                                                                       |
| RB 019             | 1976 | Das Neue Wiener Symphonische Orchester, dir. Max Goberman     | Shubert: Sinfonia n° 8 "Incompiuta" - Rosamunda ouverture - Magnificat in Do Magg     |
| RB 020             | 1976 | The Columbia Symphony Orchestra, dir. Sir Thomas Beecham      | Bizet: Carmen Suite - Čajkovskij: Capriccio italiano - Ponchielli: La danza delle ore |
| RB 021             | 1976 | The New York Philharmonic Orchestra, dir. Dimitri Mitropoulos | Čajkovskij: Capriccio italiano, Marcia slava - Musorgskij: Una notte sul Monte Calvo  |
| RB 022             | 1976 | The New York Philharmonic Orchestra, dir. Dimitri Mitropoulos | Čajkovskij: Sinfonia n.6 in Si Min. op. 74 "Patetica"                                 |
| RB 024             | 1977 | Das Neue Wiener Symphonische Orchester, dir. Max Goberman     | Wagner: Tannhäuser, I maestri cantori di Norimberga                                   |
| RB 027             | 1976 | Fats Domino                                                   | Stompin'                                                                              |
| RB 029             | 1976 | Adriano Celentano                                             | Ritratto di... Adriano Celentano                                                      |
| RB 030             | 1976 | Aretha Franklin                                               | Debutto                                                                               |
| RB 031             | 1976 | Cochi e Renato                                                | Ritratto di... Cochi e Renato                                                         |
| RB 034             | 1976 | Andy Williams                                                 | That's                                                                                |
| RB 036             | 1976 | B.B. King                                                     | The best of B.B. King                                                                 |
| RB 037             | 1976 | Barbra Streisand                                              | My name is Barbra                                                                     |
| RB 038             | 1976 | Louis Armstrong                                               | We have all the time in the world                                                     |
| RB 041             | 1976 | Shirley Bassey                                                | I've got a song for you                                                               |
| RB 042             | 1976 | Artisti vari                                                  | Rock'n Roll Club                                                                      |
| RB 044             | 1976 | Artisti vari                                                  | Grandi temi da film western                                                           |
| RB 045             | 1976 | Dave Brubeck                                                  | Gone with the wind                                                                    |
| RB 046             | 1976 | Wilson Pickett                                                | Master of soul                                                                        |
| RB 047             | 1976 | The Glenn Miller Orchestra                                    | The best of The Glenn Miller Orchestra, vol. 1                                        |
| RB 048             | 1976 | The Byrds                                                     | Mr. Tambourine Man                                                                    |
| RB 049             | 1976 | Sly & the Family Stone                                        | Dance to the Music                                                                    |
| RB 050             | 1976 | Henry Wright                                                  | Ritratto di Henry Wright                                                              |
| RB 054             | 1977 | The Platters                                                  | Ritratto di The Platters                                                              |
| RB 055             | 1976 | Ella Fitzgerald                                               | Memories                                                                              |
| RB 058             | 1976 | Burt Bacharach                                                | Plays his hits                                                                        |
| RB 064             | 1976 | Mike Bloomfield, Al Kooper, Stephen Stills                    | Super Session                                                                         |
| RB 069             | 1977 | Matteo Salvatore                                              | Storie e fatti di Puglia                                                              |
| RB 077             | 1977 | Marcella Bella                                                | Ritratto di... Marcella                                                               |
| RB 116             | 1977 | Adriano Celentano                                             | Celentaneide                                                                          |
| RB 117             | 1977 | Caterina Caselli                                              | Ritratto di... Caterina Caselli                                                       |
| RB 174             | 1978 | Pooh                                                          | Musica e poesia                                                                       |
| RB 178             | 1978 | Artisti vari                                                  | Super gruppi Vol. 2                                                                   |
| RB 217             | 1979 | Riccardo Fogli                                                | Il mondo di... Riccardo Fogli                                                         |
| RB 229             | 1979 | Alice                                                         | Mi chiamo... Alice                                                                    |
| RB 230             | 1979 | Il Giardino dei Semplici                                      | Il Meglio De Il Giardino Dei Semplici                                                 |
| RB 231             | 1979 | Renzino Barbera e Alberto Piazza                              | Sssicilia                                                                             |
| RB 249             | 1980 | Adriano Celentano                                             | Me, live                                                                              |
| RB 410             | 1983 | Learco Gianferrari e la sua Orchestra Spettacolo              | Liscio, vita e amore                                                                  |